# Aangeslagen toestand
Een aangeslagen of geëxciteerde toestand is in de kwantummechanica een toestand met een hogere energie dan de grondtoestand. De term kan onder meer betrekking hebben op aangeslagen toestanden in atoomkernen, atomen, moleculen, vaste stoffen of op quasideeltjes.
De excitatie-energie van een aangeslagen toestand kan bepaald worden door de absorptielijnen binnen het spectrum van een atoom of molecuul, maar de excitatie-energie kan ook binnen het continuüm van een energieband van een vaste stof vallen. De aangeslagen toestand wordt bereikt door middel van excitatie. De excitatie-energie kan overgedragen worden door absorptie van onder andere fotonen en fononen.

Aangeslagen toestand door absorptie van een foton
Aangeslagen toestand door botsing van atomen

Een systeem in een aangeslagen toestand kan terugvallen naar een toestand met een lagere energie door energie over te dragen aan zijn omgeving. De energie kan overgedragen worden door elektromagnetische straling af te geven in de vorm van een foton. Dit heet emissie. Men spreekt van luminescentie als de golflengte van het uitgezonden foton binnen het spectrum van zichtbaar licht valt. Als de oorspronkelijke excitatie het gevolg was van de absorptie van een foton van hogere energie dan het uitgezonden foton, spreekt men van fluorescentie.